# In Trance Tour
In Trance Tour es la tercera gira mundial de conciertos de la banda alemana de hard rock y heavy metal Scorpions, en promoción al álbum In Trance de 1975. Comenzó el 6 de septiembre de 1975 en el recinto Circus Krone de Múnich, Alemania Occidental y culminó el 26 de septiembre en el Stadthalle de Gütersloh. Gracias a esta gira, la banda tocó por primera vez en Inglaterra, Gales, Suecia, Dinamarca y Suiza.

## Antecedentes
La gira comenzó el 6 de septiembre de 1975 en el festival German Rock de Múnich, en donde compartieron escenario con otras agrupaciones alemanas: Embryo, Jubal, Atlantis, Kraar, Hoelderlin, Dark Impression y Sahara. Luego de dos fechas por Alemania Occidental y otras tres por Bélgica —en estas últimas como teloneros de la banda húngara Omega—, el 31 de octubre se presentaron por primera vez en Inglaterra, en el Cavern Club de Liverpool, y diez días más tarde, tocaron en el Club Marquee de Londres. Desde el 12 de noviembre hasta finales de 1975 dieron treinta y un conciertos repartidos por Alemania Occidental, Bélgica y Francia. En tres de ellos; Stolberg (1 de diciembre), Múnich (3 de diciembre) y Wilhelmshaven (19 de diciembre), tocaron junto con la banda húngara Omega y con la alemana Eloy. Cabe señalar que el 26 y 27 de diciembre dieron dos presentaciones por día. La última fecha de 1975 se celebró el 27 de diciembre en Arlon (Bélgica), liderando el Christmas Festival en donde compartieron escenario con Wallenstein, Nico, Quintessence, Pierre Rapsat, John Kirkbride, Lutz Ulbrich y Ash Ra Tempel.
El 2 de mayo de 1976 en Bayreuth se dio inicio a la segunda parte del tour. Entre enero y febrero Scorpions se presentó en una ocasión en Bélgica, once en Alemania Occidental y dieciocho en Francia, mientras que en marzo realizó una extensa visita por el Reino Unido, con veinte fechas por Inglaterra y dos en Gales. El 4 de abril dieron diez espectáculos más por su propio país; después de presentarse en Kulmbach (9 de mayo) la gira tuvo con una pausa de diez días. El 18 de mayo comenzó la tercera sección, que destacó porque en ocasiones fueron la banda de soporte de Kiss, quienes debutaban en Europa con el Alive! Tour (1975-1976). De las dieciocho fechas europeas programadas por el grupo estadounidense, Scorpions los teloneó en nueve de ellas, entre las que se encuentran las primeras presentaciones por Suiza, Suecia y Dinamarca. Adicional a ello, por su cuenta dieron algunos conciertos por Países Bajos (27 y 28 de mayo) y Luxemburgo (30 de mayo). 
El último tramo del tour se llevó a cabo en veinte ciudades de Alemania Occidental, principalmente en teatros y festivales de música. De hecho, el 21 de agosto Scorpions lideró el Rock Festival de Gelnhausen. y participó del Rock Circus tanto en Rottweil (28 de agosto) y como en Berlín (31 de agosto). Este evento estuvo liderado por Rory Gallagher y Scorpions compartió escenario con Manfred Mann's Earth Band, Alberto y Lost Trios Paranoias, Horslips y TEA. Por su parte, el 4 de septiembre fue una de las bandas que se presentó en el Sensational Sunrise Festival de Düsseldorf, en donde compartió con Procol Harum, Golden Earring, The Crazy World of Arthur Brown, Thin Lizzy, Atomic Rooster, Eela Cráig, Message, John Kirkside. La gira culminó el 26 de septiembre de 1976 en la ciudad alemana de Gütersloh.

## Lista de canciones
Para este tour, la banda se enfocó solo en las canciones de Fly to the Rainbow e In Trance. Durante las primeras fechas (septiembre-octubre de 1975) la lista de canciones fue muy parecida a la de la gira anterior, incluso incluyeron algunas versiones interpretadas en 1974 como «Long Tall Sally» y «Red House», además de la canción nunca lanzada «Rock 'n' Roll Queen». Una vez que salió a la venta In Trance se agregaron más temas como «In Trance», «Dark Lady», «Robot Man», «Life's Like a River», «Catch Your Train», y también «In Search of the Peace of Mind» del álbum debut Lonesome Crow. Desde mayo de 1976 se incluyeron «Pictured Life» y «Polar Nights» del posterior álbum Virgin Killer, como también la primera versión de «All Night Long». A continuación, las listas de canciones interpretadas en Berlín y en Baden-Baden, Alemania Occidental.
1. «This is My Song»
2. «They Need a Million»
3. «Drifting Sun»
4. «Red House» cover de The Jimi Hendrix Experience
5. «Let the Good Time Roll» cover de Louis Jordan
6. «Fly to the Rainbow»
7. «Speedy's Coming»
8. «Robot Man»
9. «Long Tall Sally» cover de Little Richard

1. «All Night Long»
2. «Pictured Life»
3. «Polar Nights»
4. «Red House» cover de The Jimi Hendrix Experience
5. «In Trance»
6. «In Search of the Peace of Mind»
7. «Fly to the Rainbow»
8. «Rock 'n' Roll Queen»
9. «Catch Your Train»
10. «Jam»
11. «Speedy's Coming»

## Fechas

### Fechas de 1975
| Fecha            | País                | Ciudad         | Recinto/Festival       |        |
| Europa           | Europa              | Europa         | Europa                 | Europa |
| ---------------- | ------------------- | -------------- | ---------------------- | ------ |
| 6 de septiembre  | Alemania Occidental | Múnich         | Circus Krone           |        |
| 26 de septiembre | Alemania Occidental | Berlín         | desconocido            |        |
| 27 de septiembre | Alemania Occidental | Wallerfangen   | Festhalle Walderfingia |        |
| 3 de octubre     | Bélgica             | Waterloo       | Socio-Educatif         |        |
| 17 de octubre    | Bélgica             | Arlon          | Halles Louis           |        |
| 18 de octubre    | Bélgica             | Saint-Mard     | Salle du Midi          |        |
| 31 de octubre    | Inglaterra          | Liverpool      | Cavern Club            |        |
| 11 de noviembre  | Inglaterra          | Londres        | Club Marquee           |        |
| 12 de noviembre  | Alemania Occidental | Bocholt        | Tarkhaus               |        |
| 13 de noviembre  | Alemania Occidental | Recklinghausen | Festhaushalle          |        |
| 14 de noviembre  | Alemania Occidental | Soltau         | desconocido            |        |
| 15 de noviembre  | Alemania Occidental | Moers          | Scala                  |        |
| 16 de noviembre  | Francia             | Forbach        | Centre Culturel        |        |
| 18 de noviembre  | Alemania Occidental | Düsseldorf     | Philipshalle           |        |
| 19 de noviembre  | Alemania Occidental | Neusorg        | Schützenhof            |        |
| 20 de noviembre  | Alemania Occidental | Núremberg      | desconocido            |        |
| 26 de noviembre  | Bélgica             | Lieja          | Collége St Barthelemy  |        |
| 1 de diciembre   | Alemania Occidental | Stolberg       | Stadthalle             |        |
| 2 de diciembre   | Alemania Occidental | Heidelberg     | Stadthalle             |        |
| 3 de diciembre   | Alemania Occidental | Múnich         | Schwabinger Bräu       |        |
| 5 de diciembre   | Alemania Occidental | Wolfsburgo     | Stadthalle             |        |
| 6 de diciembre   | Alemania Occidental | Wiesbaden      | Rhein-Main-Halle       |        |
| 7 de diciembre   | Alemania Occidental | Gütersloh      | Sporthalle             |        |
| 8 de diciembre   | Alemania Occidental | Rendsburg      | Nordmarkhalle          |        |
| 9 de diciembre   | Alemania Occidental | Mannheim       | Rosengarten            |        |
| 10 de diciembre  | Alemania Occidental | Coblenza       | Rhein-Mosel-Halle      |        |
| 11 de diciembre  | Alemania Occidental | Bielefeld      | Rudolf-Oetker-Halle    |        |
| 12 de diciembre  | Alemania Occidental | Luneburgo      | Nordlandhalle          |        |
| 13 de diciembre  | Alemania Occidental | Osnabrück      | Halle Gartlage         |        |
| 15 de diciembre  | Alemania Occidental | Leverkusen     | Forum                  |        |
| 16 de diciembre  | Alemania Occidental | Hannover       | Glocksee Club          |        |
| 17 de diciembre  | Alemania Occidental | Wuppertal      | Stadthalle             |        |
| 18 de diciembre  | Alemania Occidental | Hamburgo       | Musikhalle             |        |
| 19 de diciembre  | Alemania Occidental | Wilhelmshaven  | Aula                   |        |
| 20 de diciembre  | Alemania Occidental | Unna           | Luther Haus            |        |
| 26 de diciembre  | Alemania Occidental | Rottweil       | Stadionhalle           |        |
| 26 de diciembre  | Bélgica             | Marcinelle     | Salle de la Ruche      |        |
| 27 de diciembre  | Alemania Occidental | Singen         | Scheffelhalle          |        |
| 27 de diciembre  | Bélgica             | Arlon          | Christmas Festival     |        |

### Fechas de 1976
| Fecha            | País                | Ciudad             | Recinto/Festival                |           |
| Europa II        | Europa II           | Europa II          | Europa II                       | Europa II |
| ---------------- | ------------------- | ------------------ | ------------------------------- | --------- |
| 2 de enero       | Alemania Occidental | Bayreuth           | desconocido                     |           |
| 3 de enero       | Alemania Occidental | Ingen              | desconocido                     |           |
| 4 de enero       | Alemania Occidental | Duderstadt         | desconocido                     |           |
| 10 de enero      | Alemania Occidental | Recklinghausen     | Stadthalle                      |           |
| 15 de enero      | Francia             | Burdeos            | desconocido                     |           |
| 16 de enero      | Francia             | Toulouse           | desconocido                     |           |
| 17 de enero      | Francia             | Lourdes            | desconocido                     |           |
| 18 de enero      | Francia             | Limoges            | desconocido                     |           |
| 19 de enero      | Francia             | París              | desconocido                     |           |
| 20 de enero      | Francia             | Poitiers           | desconocido                     |           |
| 21 de enero      | Francia             | Ruan               | desconocido                     |           |
| 22 de enero      | Francia             | Lille              | desconocido                     |           |
| 23 de enero      | Francia             | Colmar             | desconocido                     |           |
| 24 de enero      | Francia             | Grenoble           | desconocido                     |           |
| 30 de enero      | Alemania Occidental | Wolfsburgo         | desconocido                     |           |
| 31 de enero      | Alemania Occidental | Brunswick          | desconocido                     |           |
| 6 de febrero     | Alemania Occidental | Hannover           | Stadtschulrat                   |           |
| 8 de febrero     | Alemania Occidental | Frankenberg        | Kulturhalle                     |           |
| 13 de febrero    | Alemania Occidental | Varel              | Allehotel                       |           |
| 15 de febrero    | Alemania Occidental | Sittensen          | Niedersachsenhof                |           |
| 17 de febrero    | Francia             | Créteil            | desconocido                     |           |
| 18 de febrero    | Francia             | Saumur             | desconocido                     |           |
| 19 de febrero    | Francia             | Clermont-Ferrand   | desconocido                     |           |
| 21 de febrero    | Francia             | Tolón              | Espace Culturel des Lices       |           |
| 22 de febrero    | Francia             | Thionville         | Théâtre Municipal de Thionville |           |
| 23 de febrero    | Francia             | Besanzón           | desconocido                     |           |
| 24 de febrero    | Francia             | Estrasburgo        | desconocido                     |           |
| 25 de febrero    | Francia             | Mulhouse           | desconocido                     |           |
| 27 de febrero    | Bélgica             | Bruselas           | Auditorium Janson               |           |
| 29 de febrero    | Alemania Occidental | Düsseldorf         | Atlantic Hotel                  |           |
| 3 de marzo       | Inglaterra          | Keele              | Universidad de Keele            |           |
| 4 de marzo       | Inglaterra          | Londres            | The Nashville Room              |           |
| 5 de marzo       | Inglaterra          | Liverpool          | Cavern Club                     |           |
| 7 de marzo       | Inglaterra          | Sheffield          | Black Swan                      |           |
| 8 de marzo       | Inglaterra          | Sutton-in-Ashfield | Baths Hall                      |           |
| 9 de marzo       | Inglaterra          | Brighton           | Top Rank                        |           |
| 11 de marzo      | Gales               | Pontypridd         | Universidad de Glamorgan        |           |
| 12 de marzo      | Inglaterra          | Kendal             | The Brewery Arts Centre         |           |
| 13 de marzo      | Inglaterra          | Wigan              | Wigan Casino                    |           |
| 14 de marzo      | Inglaterra          | Birmingham         | Barbarella's Club               |           |
| 15 de marzo      | Inglaterra          | Chester            | Quaintways                      |           |
| 17 de marzo      | Inglaterra          | Birmingham         | Bogart's Club                   |           |
| 18 de marzo      | Inglaterra          | Bristol            | Granary Club                    |           |
| 19 de marzo      | Gales               | Swansea            | Swansea College                 |           |
| 20 de marzo      | Inglaterra          | Burnley            | Nelson College                  |           |
| 21 de marzo      | Inglaterra          | Accrington         | Lakeland Lounge                 |           |
| 22 de marzo      | Inglaterra          | Doncaster          | Outlook Club                    |           |
| 23 de marzo      | Inglaterra          | Huddersfield       | Ivanhoes                        |           |
| 26 de marzo      | Inglaterra          | Burton upon Trent  | 76 Club                         |           |
| 27 de marzo      | Inglaterra          | Redditch           | Cloud Nine                      |           |
| 28 de marzo      | Inglaterra          | Romford            | Aberjmark Yahtha Club           |           |
| 29 de marzo      | Inglaterra          | Londres            | Club Marquee                    |           |
| 4 de abril       | Alemania Occidental | Fulda              | Kolpinghaus                     |           |
| 19 de abril      | Alemania Occidental | Alsfeld            | Stadthalle                      |           |
| 24 de abril      | Alemania Occidental | Bad Berleburg      | Mehrzweckhalle                  |           |
| 25 de abril      | Alemania Occidental | Hohenlimburg       | Turnhalle                       |           |
| 30 de abril      | Alemania Occidental | Sotzweiler         | Jugendzentrum                   |           |
| 5 de mayo        | Alemania Occidental | Weiden             | Josefshaus                      |           |
| 6 de mayo        | Alemania Occidental | Schweinfurt        | Stadthalle                      |           |
| 7 de mayo        | Alemania Occidental | Pforzheim          | desconocido                     |           |
| 8 de mayo        | Alemania Occidental | Donauwörth         | Schwabenhalle                   |           |
| 9 de mayo        | Alemania Occidental | Kulmbach           | Vereinshaus                     |           |
| Europa III       |                     |                    |                                 |           |
| 18 de mayo       | Alemania Occidental | Mannheim           | Rosengarten                     |           |
| 19 de mayo       | Alemania Occidental | Düsseldorf         | Philipshalle                    |           |
| 22 de mayo       | Francia             | París              | Olympia                         |           |
| 23 de mayo       | Países Bajos        | Ámsterdam          | RAI                             |           |
| 24 de mayo       | Alemania Occidental | Offenbach del Meno | Stadthalle                      |           |
| 25 de mayo       | Alemania Occidental | Baden-Baden        | desconocido                     |           |
| 26 de mayo       | Suecia              | Gotemburgo         | Scandinavium                    |           |
| 27 de mayo       | Países Bajos        | Lochem             | De Zandkuil                     |           |
| 28 de mayo       | Países Bajos        | La Haya            | Paard van Troje                 |           |
| 29 de mayo       | Dinamarca           | Copenhague         | Falkoner Center                 |           |
| 30 de mayo       | Luxemburgo          | Luxemburgo         | Nouveau Théatre                 |           |
| 2 de junio       | Suiza               | Zúrich             | Volkshaus                       |           |
| 3 de junio       | Alemania Occidental | Múnich             | Circus Krone                    |           |
| 4 de junio       | Alemania Occidental | Fürth              | Grundighalle                    |           |
| 6 de junio       | Alemania Occidental | Offenburg          | Sunrise Festival                |           |
| 7 de junio       | Alemania Occidental | Düsseldorf         | Philipshalle                    |           |
| Europa IV        |                     |                    |                                 |           |
| 24 de junio      | Alemania Occidental | Heilbronn          | Stadthalle                      |           |
| 25 de junio      | Alemania Occidental | Lichtenfels        | Stadthalle                      |           |
| 26 de junio      | Alemania Occidental | Winterburg         | desconocido                     |           |
| 1 de julio       | Alemania Occidental | Gotinga            | Clochard                        |           |
| 7 de agosto      | Alemania Occidental | Langsdorf          | Stadthalle                      |           |
| 8 de agosto      | Alemania Occidental | Rötz               | Waldcasino                      |           |
| 13 de agosto     | Alemania Occidental | Osnabrück          | Hyde Park                       |           |
| 14 de agosto     | Alemania Occidental | Bargteheide        | Schützenhof                     |           |
| 15 de agosto     | Alemania Occidental | Wiesmoor           | Freilichtbühne                  |           |
| 21 de agosto     | Alemania Occidental | Gelnhausen         | Rock Festival Gelnhausen        |           |
| 28 de agosto     | Alemania Occidental | Rottweil           | Rock Circus Fest                |           |
| 31 de agosto     | Alemania Occidental | Berlín             | Rock Circus Fest                |           |
| 4 de septiembre  | Alemania Occidental | Düsseldorf         | Sensational Sunrise Festival    |           |
| 5 de septiembre  | Alemania Occidental | Bad Hersfeld       | Stadthalle                      |           |
| 8 de septiembre  | Alemania Occidental | Hamburgo           | Fährhaus                        |           |
| 10 de septiembre | Alemania Occidental | Lahr               | Großmarkt                       |           |
| 11 de septiembre | Alemania Occidental | Sotzweiler         | Stadthalle                      |           |
| 19 de septiembre | Alemania Occidental | Múnich             | Theatron                        |           |
| 25 de septiembre | Alemania Occidental | Pegnitz            | Stadthalle                      |           |
| 26 de septiembre | Alemania Occidental | Gütersloh          | Stadthalle                      |           |

## Músicos
- Klaus Meine: voz
- Rudolf Schenker: guitarra rítmica y coros
- Uli Jon Roth: guitarra líder, coros y voz
- Francis Buchholz: bajo
- Rudy Lenners: batería